# Francia rinascimentale
Nel periodo rinascimentale la Francia si evolse da un paese feudale a uno stato fortemente accentrato nelle mani di un'unica persona (monarchia assoluta). 
Durante questo periodo hanno regnato in Francia i seguenti re:
- Dinastia Valois
  - Luigi XI di Francia
  - Carlo VIII di Francia
  - Luigi XII di Francia
  - Francesco I di Francia
  - Enrico II di Francia e Caterina de Medici
  - Francesco II di Francia
  - Carlo IX di Francia
  - Enrico III di Francia

## Storia

### Caterina de' Medici
Nel 1559 Enrico II morì durante un torneo e, poiché i suoi tre figli erano troppo piccoli per regnare, fu nominata reggente la moglie Caterina de' Medici che era però mal vista dal popolo e dalla nobiltà per le sue origini straniere (era infatti italiana) e per il suo lusso. Durante la sua reggenza la Francia attraversò un periodo di debolezza e instabilità per vari motivi come lo scontro tra cattolici e Ugonotti (i calvinisti francesi), il fatto che due sottorami della famiglia reale (i Guisa e i Borboni) volessero impadronirsi del trono e i tentativi dei nobili di riacquisire gli antichi privilegi perduti. 
Caterina de Medici attuò una politica di equilibrio: non voleva infatti ne favorire i Borboni, da lei ritenuti eretici in quanto Ugonotti, ne i Guisa nel timore di essere spodestata. Per questo è stata accusata di Machiavellismo. Nel 1562 con il primo editto di Saint Germain Caterina concesse la libertà di culto agli Ugonotti purché risiedessero fuori dalle città. In risposta all'editto i cattolici risposero con il Strage di Wassy in cui uccisero una settantina di Ugonotti. Cominciò così un lungo periodo di guerre di religione che funestarono la Francia ancora per parecchi anni. Nel 1570 Caterina concesse agli Ugonotti, inizialmente vittoriosi, con il secondo editto di Saint Germain, alcune fortezze tra cui quella di La Rochelle, considerata inespugnabile. 
Due anni dopo però preoccupata dal crescente potere degli ugonotti Caterina decise di sterminarli approfittando del fatto che migliaia di ugonotti erano andati a Parigi per assistere alle nozze del loro capo Enrico di Borbone. Nel corso della famosa Notte di san Bartolomeo circa 5000-6000 ugonotti furono sterminati.

## Arte del rinascimento francese

### L'alto rinascimento
Sul finire del XV secolo, l'invasione francese dell'Italia e la vicinanza con la vibrante corte borgognona (radicata nelle Fiandre) portarono la Francia in contatto con beni, pittori e spiriti creativi del Nord Europa e col Rinascimento italiano, e proprio gli iniziali cambiamenti artistici in Francia vennero portati da artisti italiani e olandesi, come Jean Clouet e suo figlio François Clouet o dagli italiani Rosso Fiorentino, Francesco Primaticcio e Niccolò dell'Abate tutti appartenenti alla cosiddetta prima Scuola di Fontainebleau (sorta dal 1531). Leonardo da Vinci venne inoltre invitato in Francia dal re Francesco I, ma ridotta fu la sua produzione in questo periodo.
L'arte del periodo compreso tra i regni di Francesco I ed Enrico IV venne fortemente influenzata dallo sviluppo del manierismo italiano (con tratti derivati da Michelangelo e dal Parmigianino tra gli altri), contraddistinta da figure allungate e graziose nonché dall'uso dell'allegoria e della mitologia.
Un gran numero di artisti francesi di incredibile talento sono ascrivibili a questo periodo tra i quali ricordiamo il pittore Jean Fouquet di Tours e gli scultori Jean Goujon e Germain Pilon.
Ad ogni modo il maggior merito del rinascimento francese va alla costruzione dei Castelli della Loira: essi non vennero più concepiti come semplici fortezze difensive, ma innanzitutto come luoghi di piacere e dove mostrare la propria ricchezza, con lo sfondo di una terra fertile come la valle della Loira.
Venne inoltre ricostruito il vecchio castello del Louvre a Parigi sotto la direzione dell'architetto Pierre Lescot, divenendo ispirazione per tutti i nuovi castelli francesi di stile rinascimentale. Ad ovest del Louvre, Caterina de Medici fece costruire per se stessa la residenza delle Tuileries, dotata di un grande giardino e di una grotta.
Le Guerre di religione in Francia ad ogni modo gettarono il paese in un trentennio di scontri civili che eclissarono gran parte della produzione artistica al di fuori della propaganda religiosa e politica.

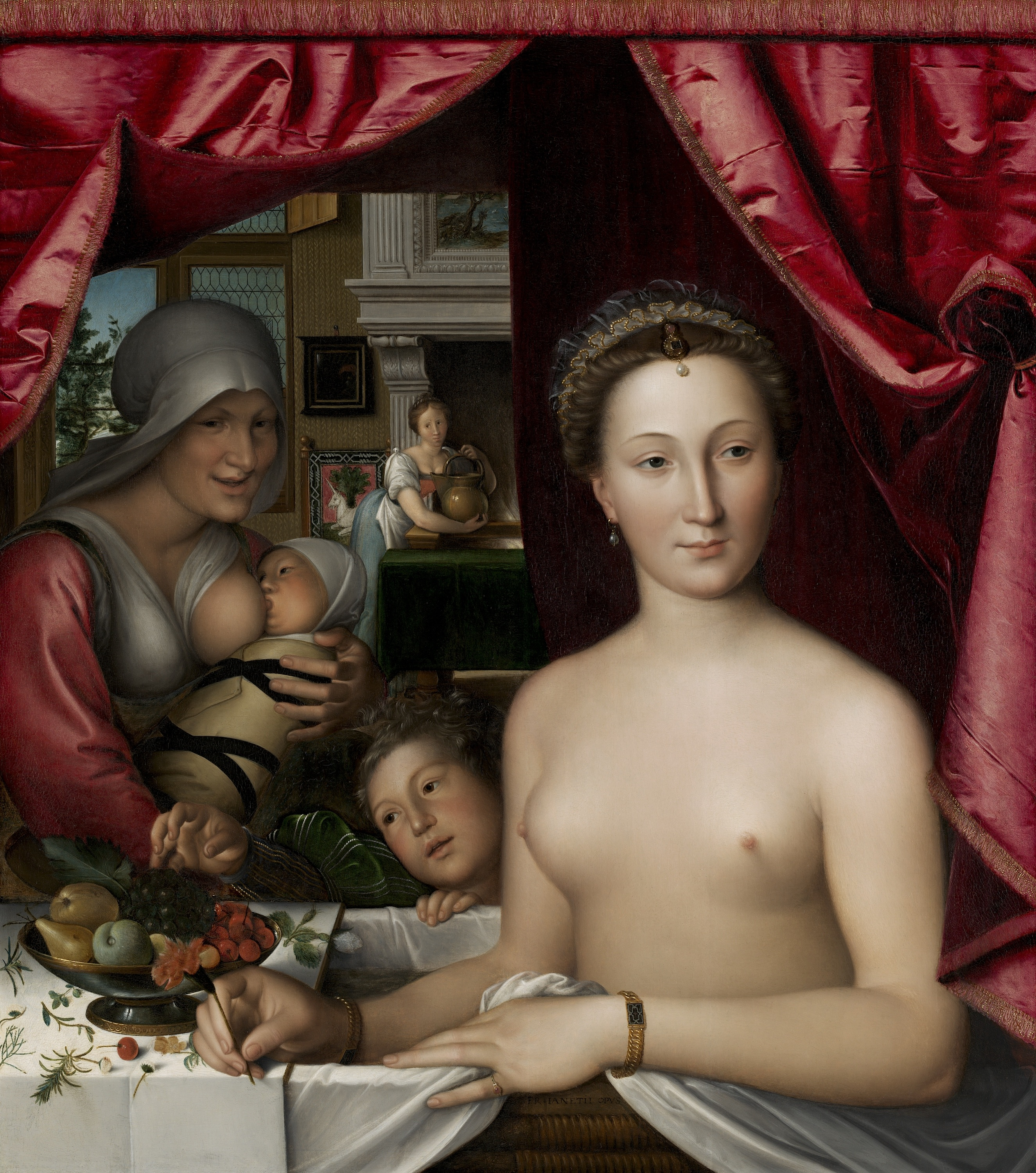
Dama al bagno di François Clouet (1570) (National Gallery, Washington).
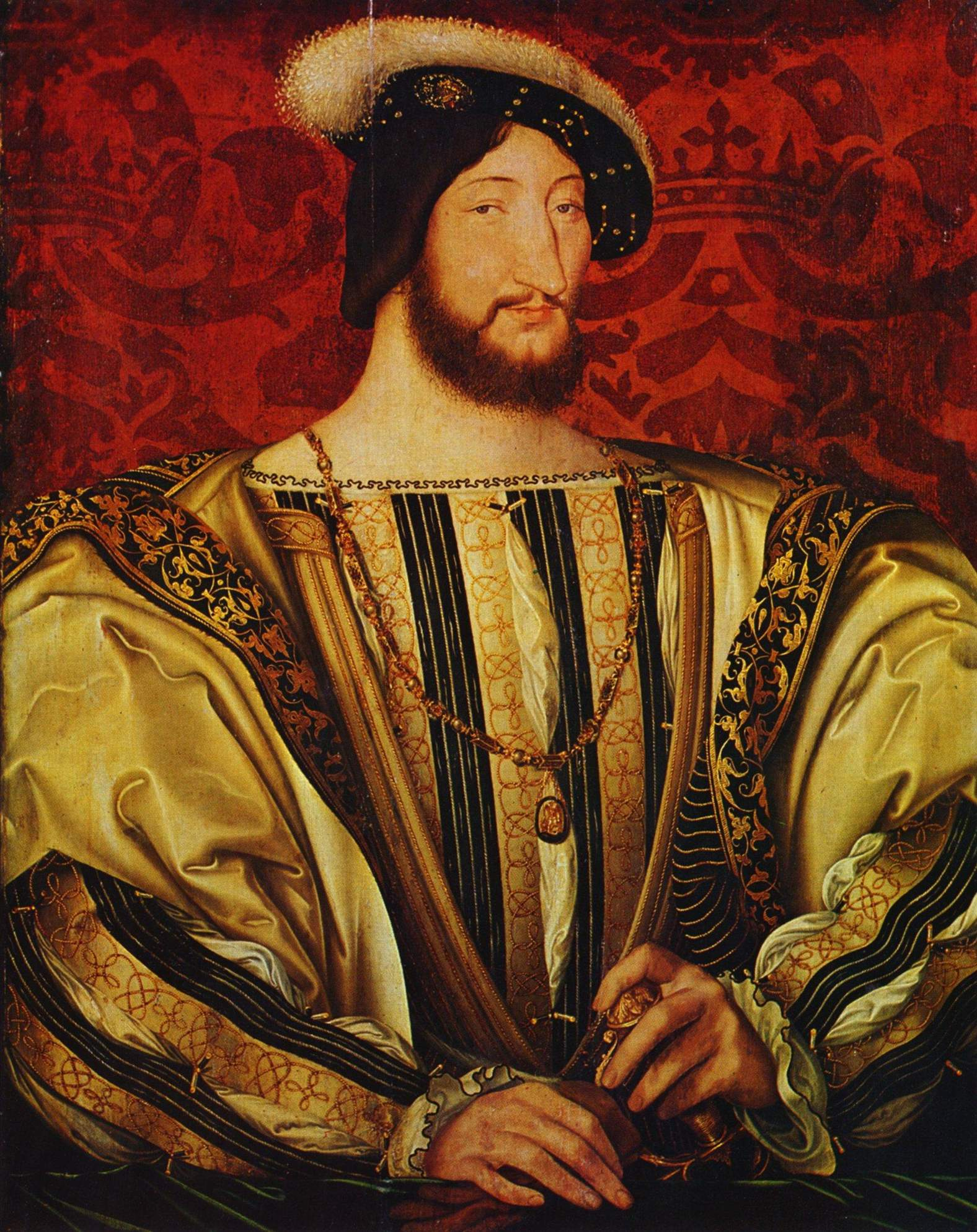
Francesco I di Francia, Jean e François Clouet (c.1535, olio su tavola) (Louvre).
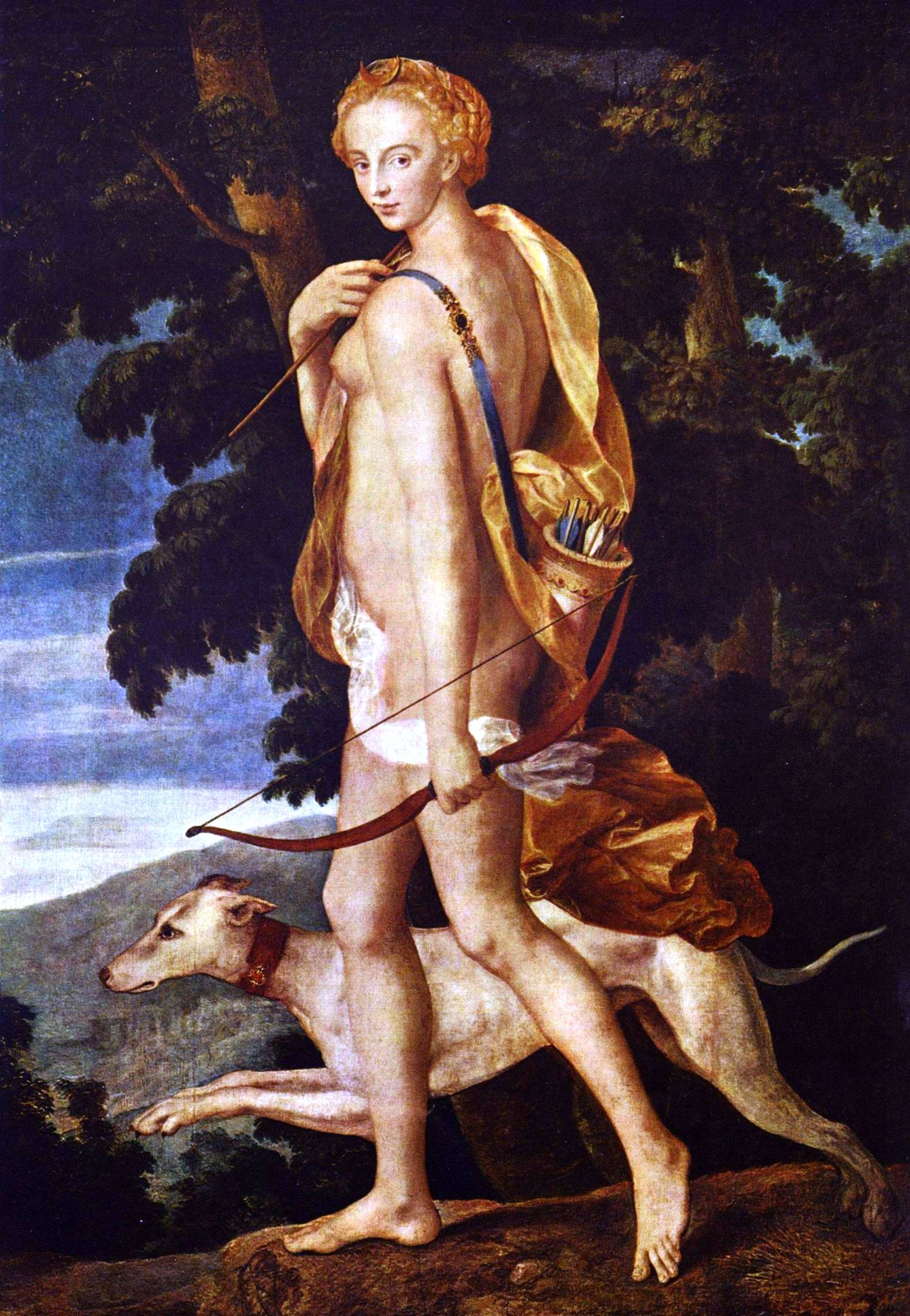
Diana cacciatrice - Scuola di Fontainebleau (1550-60) (Louvre).
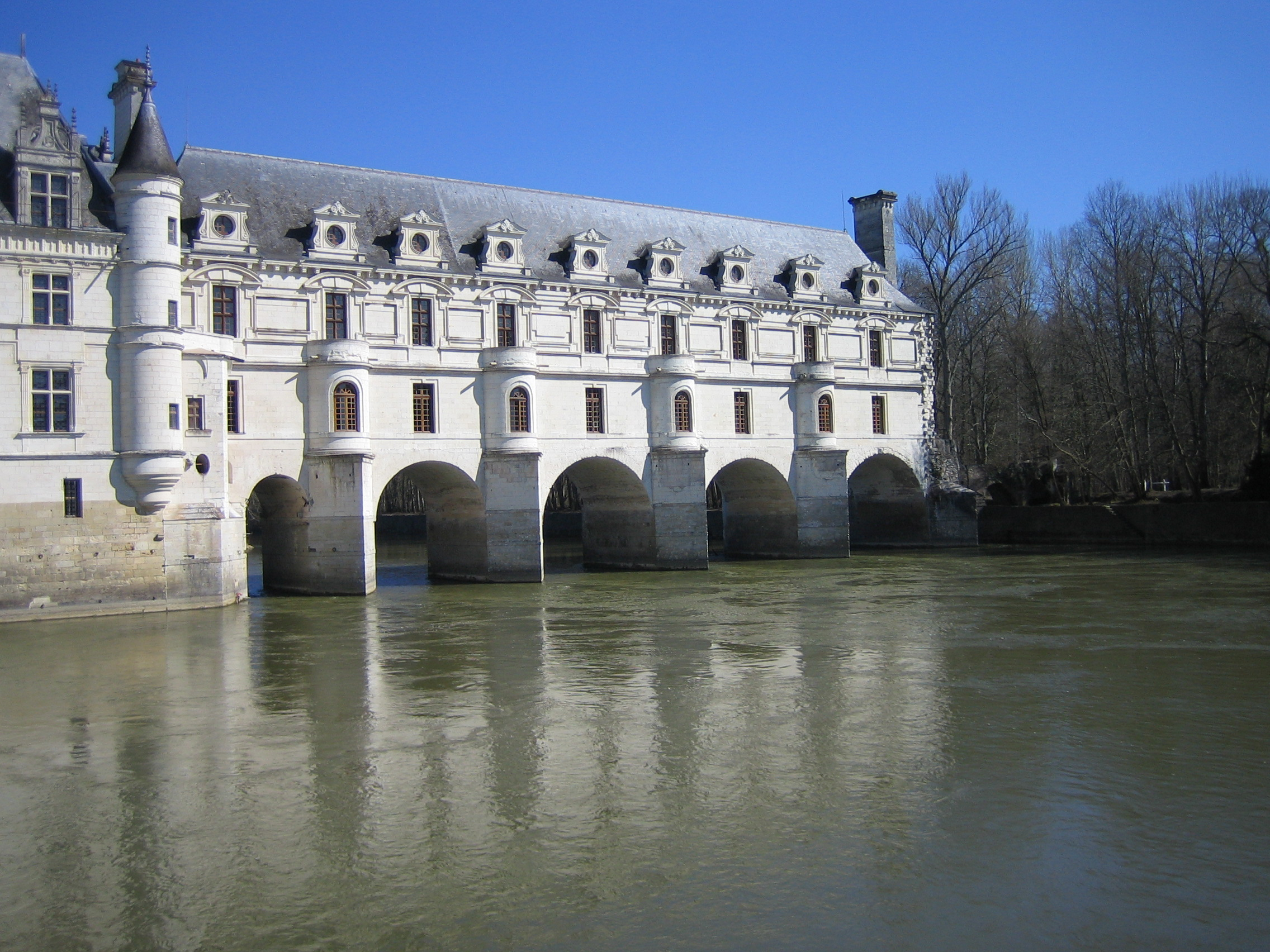
Il Castello di Chenonceau.
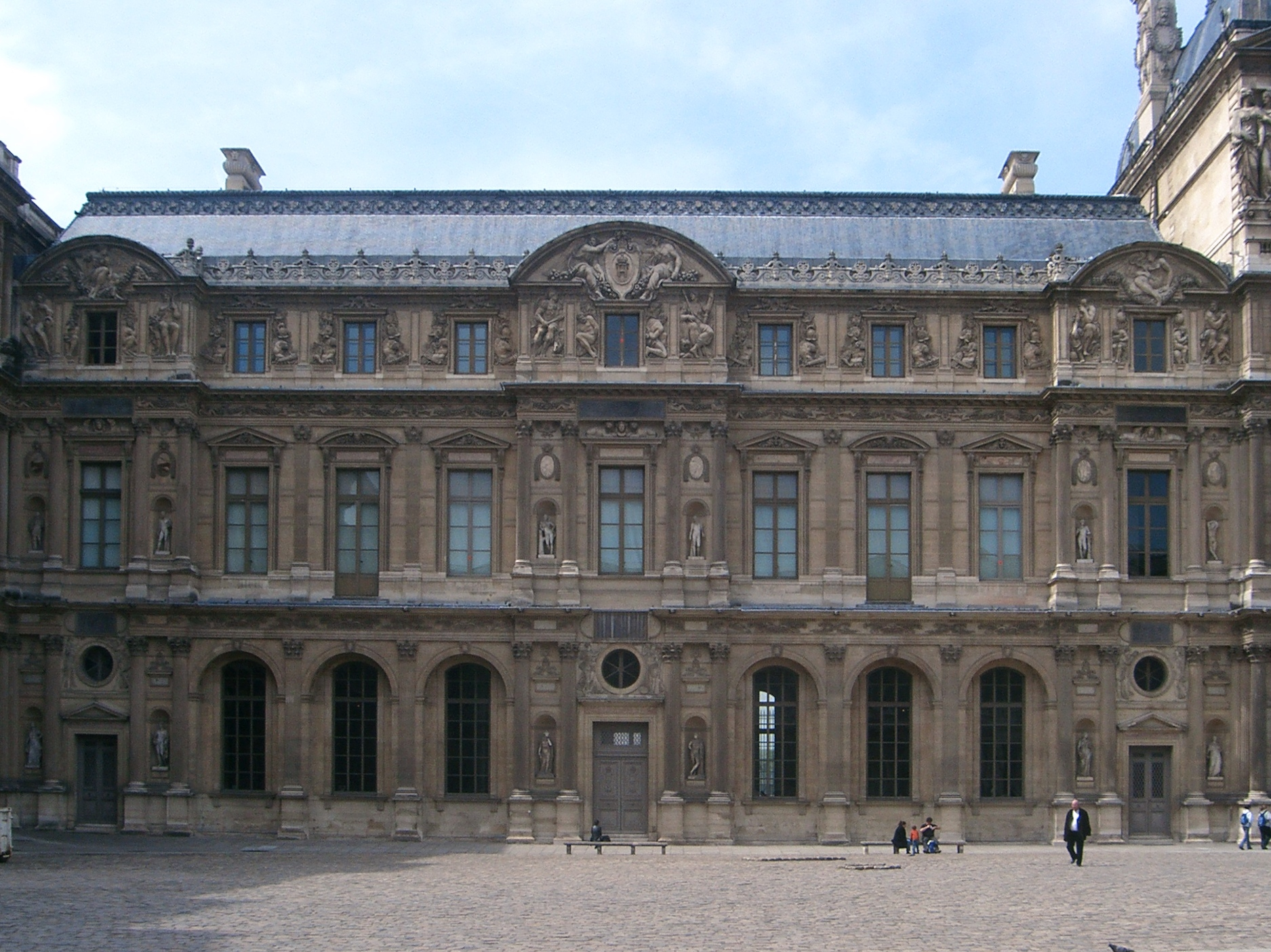
L'ala del Louvre progettata da Pierre Lescot.
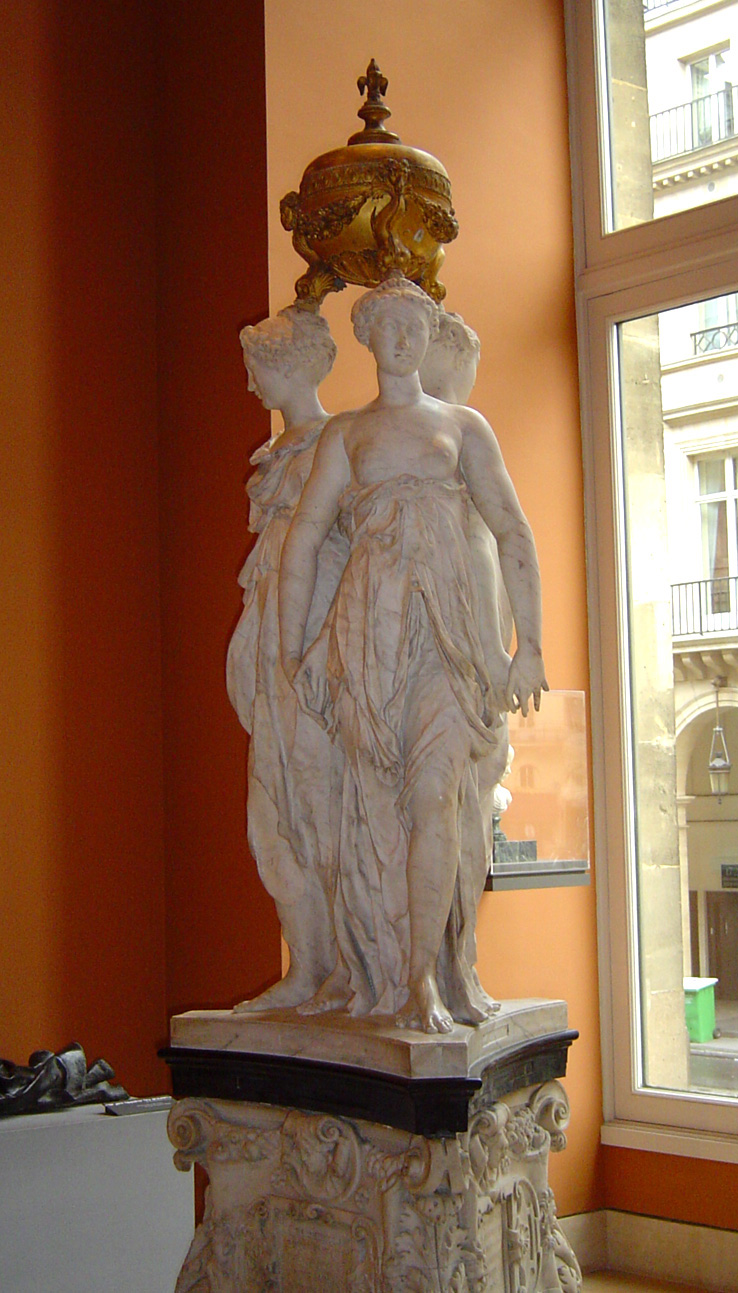
Monumento contenente il cuore di Enrico II di Francia di Germain Pilon.

### L'ultimo manierismo ed il primo barocco
L'ascesa di Enrico IV di Francia al trono portò ad un periodo di sviluppo urbano per la città di Parigi che incluse la costruzione del Pont Neuf, del Place des Vosges (detto "Place Royale"), del Place Dauphine, e di parte del Louvre. 
Enrico IV invitò inoltre alla propria corte anche artisti come Toussaint Dubreuil, Martin Fréminet e Ambroise Dubois per impiegarli poi al Castello di Fontainebleau, artisti dai quali derivò la Seconda Scuola di Fontainebleau.
Maria de Medici, moglie di Enrico IV, chiamò a corte invece il pittore olandese Peter Paul Rubens, artista che dipinse opere su vasta scala per il Palazzo del Lussemburgo a Parigi. Altro artista fiammingo che lavorò alla corte parigina in quell'epoca fu Frans Pourbus il giovane.
Al di fuori della Francia, Jacques Bellange, Claude Deruet e Jacques Callot lavorarono per i duchi di Lorena. 

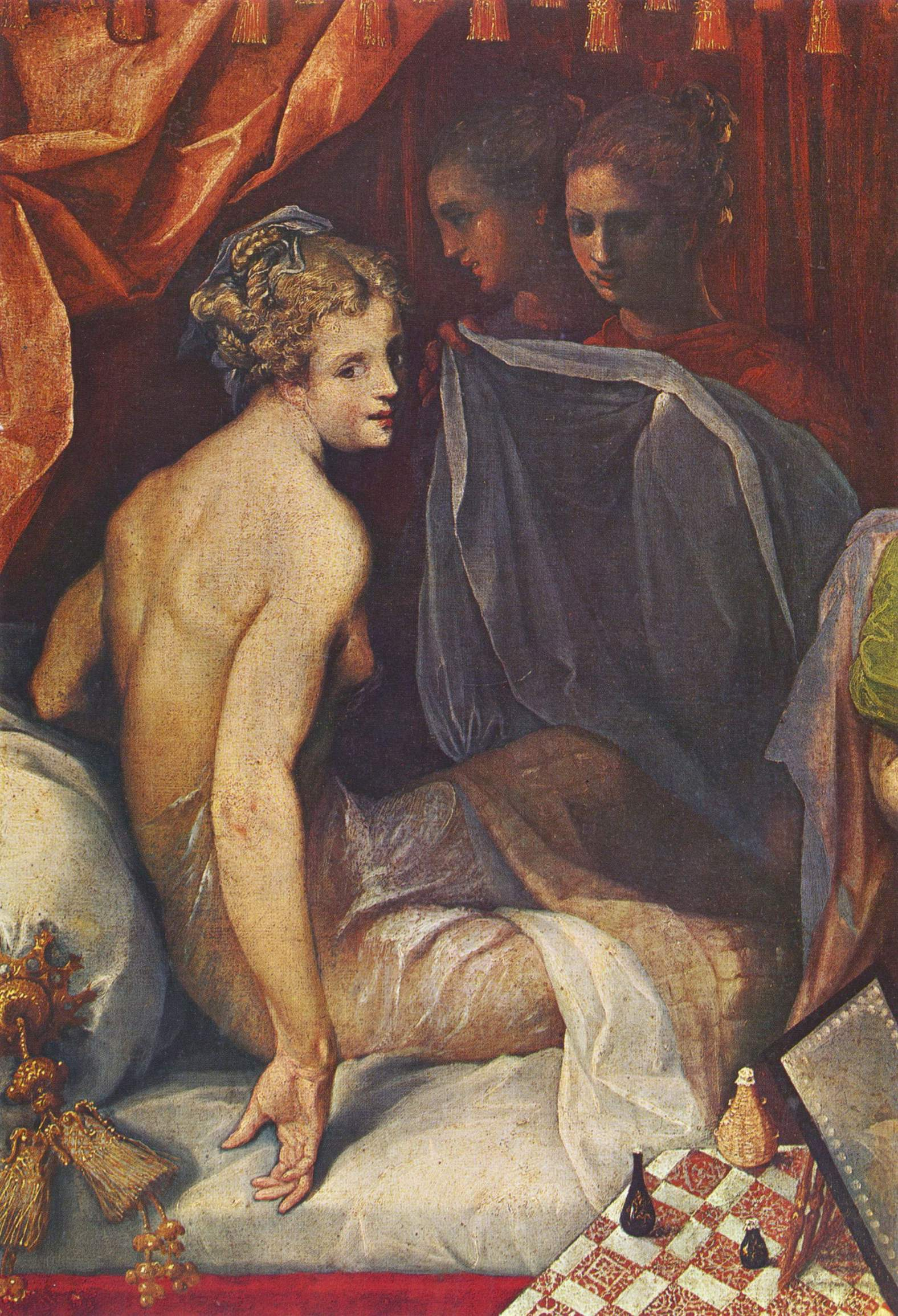
"Hyacinthe e Climène alla loro toeletta mattutina" (dettaglio) di Toussaint Dubreuil, (scena dalla Franciade di Pierre de Ronsard - (1602) (Louvre).
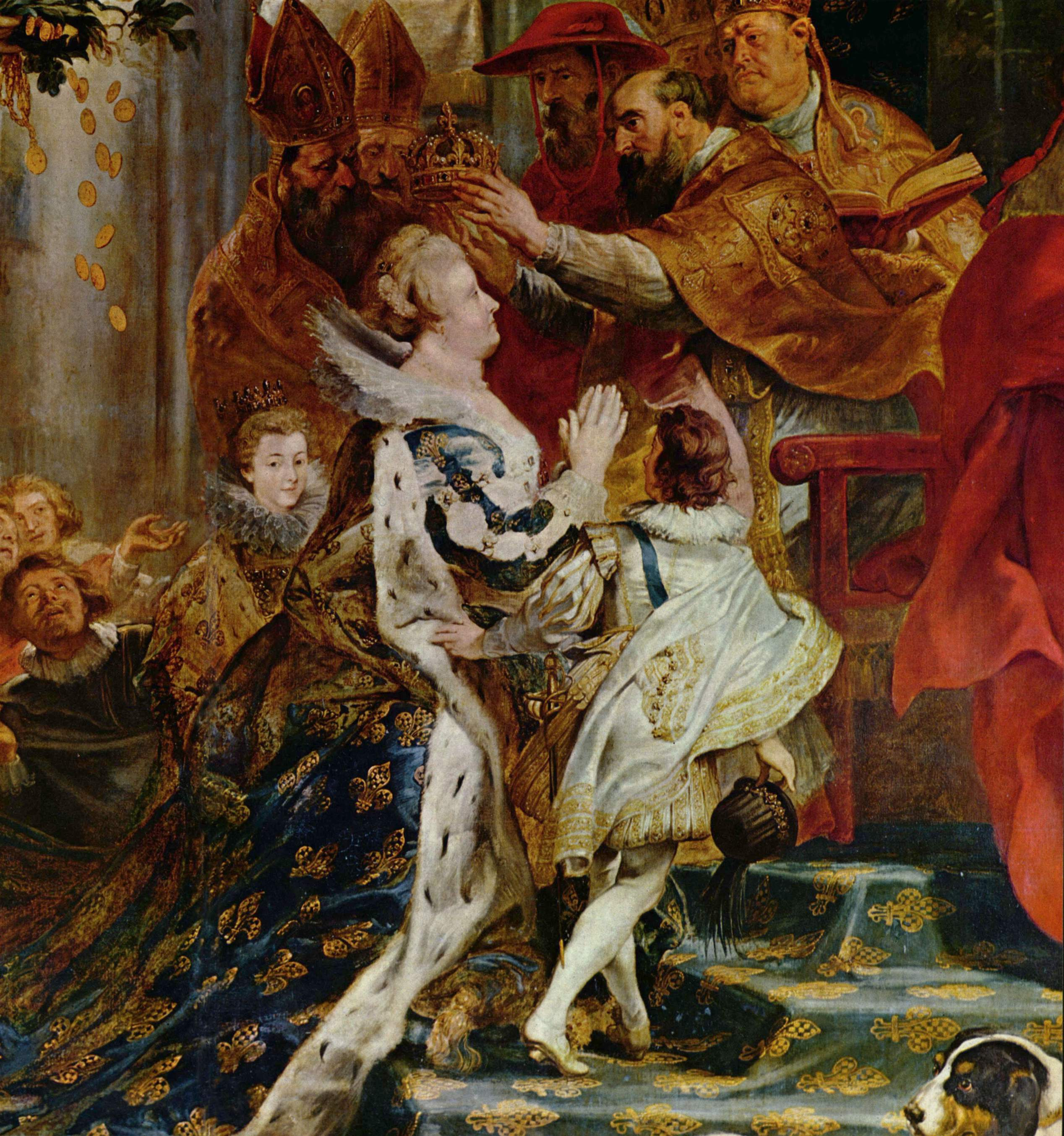
Incoronazione di Maria de' Medici a St. Denis (dettaglio), di Peter Paul Rubens, 1622-1625.